# Phyllanthus welwitschianus
Phyllanthus welwitschianus là một loài thực vật có hoa trong họ Diệp hạ châu. Loài này được Müll.Arg. miêu tả khoa học đầu tiên năm 1864.